# Ричардс, Томас (регбист)
Томас Джеймс Ричардс (англ. Thomas James Richards; 29 апреля 1882, Роуз-Вэлли — 25 сентября 1935, Виндзор, Квинсленд) — австралийский регбист, чемпион летних Олимпийских игр.
Ричардс участвовал в летних Олимпийских играх 1908 в Лондоне во время турне его сборной. Его команда сыграла единственный матч со сборной Великобритании, который выиграла, и он стал олимпийским чемпионом, набрав в том матче 3 очка.
Как игрок выступал за такие клубы, как английский «Бристоль», французскую «Тулузу» и клуб из Сиднея «Мэнли». Также выступал за команду провинции Квинсленд (ныне клуб «Квинсленд Редс»).
Ричардс успел в тестовых матчах поиграть сразу за четыре сборные — австралийскую, британскую, южноафриканскую и французскую. Также он участвовал в Первой мировой войне в добровольческой австралийской армии и был награждён Военным крестом в 1917 году. После этого Ричардс работал журналистом и умер от туберкулёза.